# VIS Idoli
VIS Idoli (souvent abrégé en Idoli) est un groupe de rock et new wave yougoslave, originaire de Belgrade, république socialiste de Serbie, république fédérative socialiste de Yougoslavie.

## Biographie
À l'origine, le groupe est officiellement formé le 1er mars 1980 par trois jeunes gens, qui s'étaient liés d'amitié dès l'école primaire : Vlada Divljan, Zdenko Kolar, et le batteur Boža Jovanović, rejoints par deux amis de lycée de Divljan, Srđan Šaper et Nebojša Krstić, qui, par la suite, est devenu conseiller en communication du président de la république de Serbie Boris Tadić. Le groupe réalisa son premier concert en 1980, au SKC (centre culturel des étudiants) de Belgrade, en même temps que d'autres groupes importants de la scène de la nouvelle vague musicale yougoslave[réf. nécessaire].
Le magazine Džuboks proclama Idoli groupe de l'année en 1982 et, la même année, il fut classé quatrième par sept autres magazines européens dans la liste des meilleurs groupe de rock de l'année. Dans les années qui suivirent, de nombreux critiques choisirent leur album Odbrana i poslednji dani comme le meilleur enregistrement jamais réalisé dans l'ex-Yougoslavie. Le premier single du groupe, Retko te viđam sa devojkama, fut également l'une des premières chansons des Balkans à prendre comme sujet l'homosexualité.

## Discographie

### Albums studio
- 1981 : VIS Idoli (Jugoton ; remasterisé par Croatia Records, 2007)
- 1982 : Odbrana i poslednji dani (Jugoton ; remasterisé par Croatia Records, 2007)
- 1983 : Čokolada (Jugoton ; remasterisé par Croatia Records, 2007)
- 1985 : Šest dana juna (Jugoton ; remastérisé par Croatia Records, 2007)

### Singles
- 1980 : Pomoć, pomoć/Retko te viđam sa devojkama (Izgled) - titre offert en cadeau par le magazine Vidici
- 1981 : Maljčiki/Retko te viđam sa devojkama  (Jugoton ; remasterisé par Croatia Records, 2007)
- 1983 : Bambina / Stranac u noći (Jugoton)
- 1985 : Ona to zna / Ljubavi (Jugoton) - titre offert en cadeau par le magazine Džuboks

### Compilations
- 1980 : Paket aranžman (Jugoton)
- 1981 : Svi marš na ples! (Jugoton)
- 1982 : Vrući dani i vrele noći (Jugoton)
- 2005 : Novi val osamdesetih (City Records)
- 2005 : Pop - Vol. 1 (PGP-RTS)
- 2006 : Retromanija Osamdesetih (City Records)